# Assassinat de Paul Anlauf et Franz Lenck

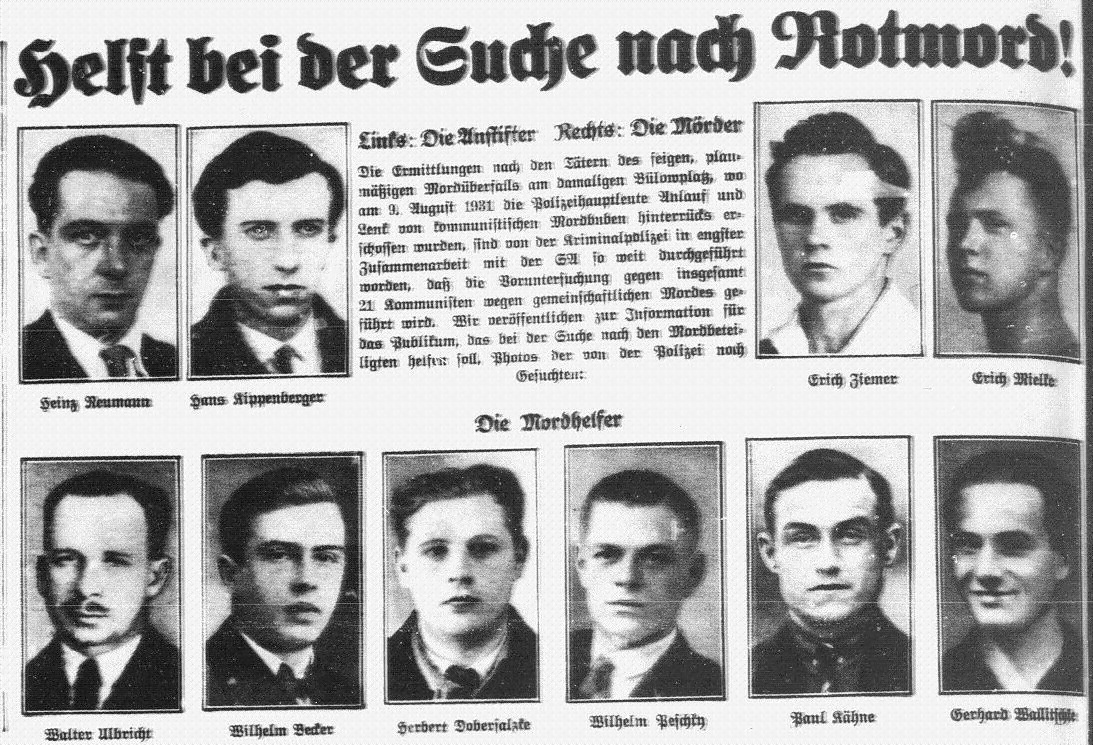
Avis de recherche de la police berlinoise, septembre 1933.

L'assassinat de Paul Anlauf et Franz Lenck, dit aussi assassinat de la Bülowplatz, est un crime commis en 1931 à Berlin, sur la Bülowplatz, sous la République de Weimar. Le 9 août 1931, Erich Mielke (qui sera plus tard ministre de la sécurité de l'État de la RDA) et son complice Erich Ziemer abattent les policiers Paul Anlauf et Franz Lenck sur la Bülowplatz, pour le compte du Parti communiste allemand (KPD), et blessent gravement un autre policier. Cette action du KPD vise à créer une nouvelle situation politique après l'échec du référendum du 9 août 1931 sur la dissolution du parlement prussien.

## Contexte et préparation
À Berlin, la lutte politique s'intensifie à l'approche du référendum soutenu par le KPD. Lors de l'évacuation répétée de la Bülowplatz, à proximité immédiate du siège du KPD, le plombier Fritz Auge, 19 ans, est abattu à bout portant par la police lors d'une mêlée le 8 août 1931. Selon les déclarations ultérieures des participants au crime, les députés du KPD au Reichstag Hans Kippenberger et Heinz Neumann planifient dans l'arrière-salle d'un bar, avec le chef de l'autoprotection du parti à Berlin-Wedding, Michael Klause (de), l'assassinat de Paul Anlauf, officier de la police de protection prussienne et chef du commissariat no 7. Sur ordre de Kippenberger, Klause trouve deux volontaires, Erich Mielke et Erich Ziemer (de).
L'action prévue est acceptée par Walter Ulbricht, futur dirigeant est-allemand, qui est à l'époque directeur politique du district communiste de Berlin-Brandenburg-Lausitz-Grenzmark. Le 2 août, Ulbricht avait rabroué les députés Kippenberger et Neumann et appelé à « tirer dans la tête » de la police sous peu.

## Assassinat

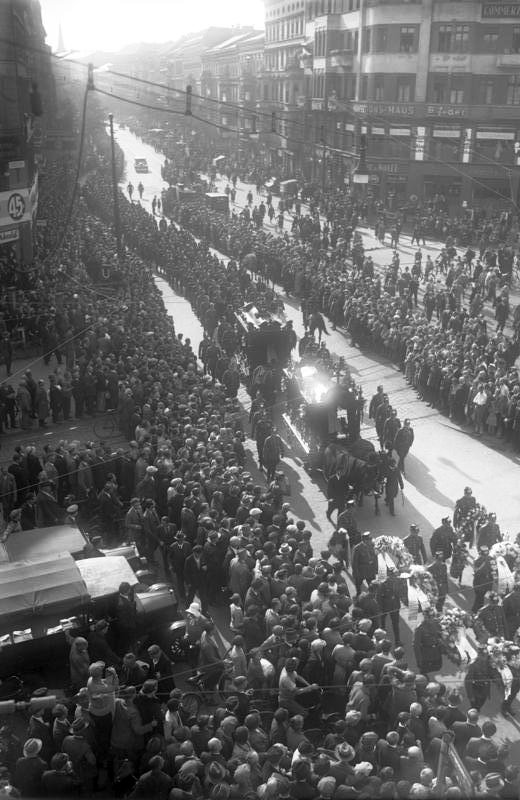
Cortège funèbre des funérailles des deux policiers abattus.

Le soir du 9 août 1931, vers 19 ou 20 heures, le capitaine de la Schutzpolizei Paul Anlauf (né le 9 avril 1882), le capitaine Franz Lenck (né le 20 mai 1892) du Service extérieur des délits (GAD), et le sergent-chef de la police August Willig effectuent une patrouille depuis le poste de police no 7 de la Hankestraße, et, en passant par la Weydingerstraße, marchent en direction de la Maison Karl-Liebknecht, siège du parti communiste. Une fois arrivés, ils rencontrent le sergent-chef de la police Burkert qui leur conseille de faire évacuer la Bülowplatz, car quelque 1 000 personnes sont présentes sur la place et il y règne une atmosphère agressive et chauffée à blanc.
Les trois agents repartent dans la Weydingerstraße en direction de la Hankestraße. Mielke et Ziemer, probablement dissimulés dans une entrée d'immeuble, s'approchent rapidement des agents par derrière. Dans la Weydingerstraße, qui se dirige vers le cinéma Babylon, ils discutent brièvement de leur projet d'action alors qu'ils se trouvent juste derrière les agents. Willig s'en aperçoit et veut sortir son pistolet 08 de son étui. À ce moment, les auteurs tirent au moins six fois sur leurs victimes à une distance d'environ quatre à cinq mètres. Anlauf reçoit une balle dans la tête et meurt sur le coup, Lenck est touché dans le dos, se traîne jusqu'à l'entrée du cinéma Babylon alors qu'il est encore armé, et meurt peu après sur le chemin du poste de secours. Willig, tombé à terre, se relève et vide son chargeur sur des passants non impliqués qui se trouvent à proximité. Il survit avec une balle dans le ventre et une blessure à la main.
Les forces de police devant la Karl-Liebknecht-Haus, prises de panique, croient à une attaque de grande ampleur et tirent au jugé sur les passants qui fuient. Après l'arrivée des renforts, la Bülowplatz est presque déserte, les policiers tirant encore sur de prétendus tireurs embusqués. Les maisons environnantes sont fouillées, tout comme les visiteurs du cinéma Babylon. Mielke et Ziemer ont réussi à s'enfuir.

## Auteurs
Les auteurs des coups de feu tirés sur les policiers appartiennent au service d'autoprotection du KPD (Parteiselbstschutz, PSS), un groupe paramilitaire organisé et armé au sein du parti. Ce sont Erich Mielke, futur ministre de la sécurité d'État de la République démocratique allemande, et Erich Ziemer. Tous deux s'enfuient à Moscou, aidés par le parti, via Rostock et Leningrad. 
L'ordre de tuer a été donné par le député communiste au Reichstag et chef de l'appareil militaire du KPD Hans Kippenberger. Le principal responsable politique est Heinz Neumann, alors numéro deux du KPD après Ernst Thälmann. Michael Klause (de), qui a reçu les instructions, a sollicité les deux volontaires, Mielke et Ziemer, a placé cinq hommes armés comme arrière-garde et plusieurs personnes non armées qui devaient barrer la route aux éventuels poursuivants. Klause n'a pas participé à l'exécution.
Jusqu'à aujourd'hui, il n'a pas été totalement établi si un troisième assassin, qui n'aurait finalement pas utilisé son pistolet, a participé à l'exécution de l'acte.

## Suites judiciaires sous la République de Weimar
Le 9 août 1931, plusieurs maisons sont perquisitionnées sur la Bülowplatz, dont la Maison Karl-Liebknecht, siège du KPD, fermée vers 23 heures et occupée par la police le lendemain à 5 heures du matin. Des vérifications d'identité sont effectuées, un fichier du personnel du KPD et le dernier numéro de la publication Die Rote Fahne sont confisqués.
À l'époque, la police politique prussienne (en) n'identifie comme suspect que Max Thunert, découvert par la police dans un tonneau d'eau de pluie, et qui déclare s'être caché là par peur des tirs de la police. Il n'est pas possible de prouver sa participation au crime.

## Suites judiciaires sous le National-socialisme
Après l'arrivée au pouvoir des nationaux-socialistes en 1933, des cas de soi-disant « assassinats rouges » non élucidés sont confiés à la Commission d'homicide de la police criminelle berlinoise dirigée par Ernst Gennat. Les deux armes du crime, que Mielke et Ziemer ont jetées par-dessus une clôture lors de leur fuite en direction de la Volksbühne, ont été retrouvées. Thunert est interrogé une nouvelle fois par Gennat. Il admet alors avoir participé au crime, mais nie avoir tiré lui-même et incrimine lourdement le communiste et membre du service d'autoprotection Max Matern (en) en tant que commanditaire de l'assassinat. Le 23 avril 1933, le tribunal de grande instance de Berlin émet des mandats d'arrêt contre Mielke et Ziemer.
Après l'arrestation de Klause par les nationaux-socialistes le 17 juillet 1933, celui-ci est brutalisé par les SA et doit témoigner comme témoin principal au procès. Au cours de l'enquête, sont entendus Max Matern, Friedrich Broede (de), Albert Kuntz (en) et Erich Wichert (de). Outre Matern et Broede, Klause est condamné à mort le 19 juin 1934 par la cour d'assises I du tribunal de grande instance de Berlin, présidée par le directeur du tribunal de grande instance Walter Böhmert, pour « meurtre collectif et complicité ». Un recours en grâce auprès d'Adolf Hitler permet de commuer la condamnation à mort de Klause en réclusion à perpétuité. Kuntz et Wichert sont condamnés à des peines de réclusion et de détention de sûreté lors d'un procès ultérieur pour haute trahison. Broede meurt en prison en mars 1935, Matern est exécuté deux mois plus tard.

## Mandat d'arrêt contre Erich Mielke
Le 7 février 1947, le tribunal d'instance de Berlin-Mitte lance un mandat d'arrêt contre Erich Mielke (et non contre Erich Ziemer, mort en Espagne en 1937) pour le double meurtre des officiers de police Anlauf et Lenck. À l'instigation du SED, le mandat d'arrêt est suspendu et les autorités d'occupation soviétiques de Berlin-Est retirent le dossier de la procédure. Par contre, à Berlin-Ouest, le mandat d'arrêt contre Mielke reste en vigueur.

## Présentation des faits en Allemagne de l'Est
Dans le quatrième volume de l'édition en huit volumes de l'Histoire du mouvement ouvrier allemand, dont le président du collectif d'auteurs n'est autre que Walter Ulbricht, seuls Neumann et Kippenberger, assassinés en 1937 en Union soviétique dans le cadre des purges staliniennes, sont tenus pour responsables des meurtres des policiers. Ceux-ci auraient commis « un acte hostile au parti », en commettant un acte individuel terroriste, « incompatible avec l'appartenance au KPD et en contradiction avec les conceptions marxistes-léninistes de la lutte des classes », et auraient organisé en août 1931 l'exécution de deux officiers de police détestés par les ouvriers pour leur brutalité. Cela se serait déroulé à l'insu de la direction du parti et de la direction du district de Berlin qui auraient alors été totalement surprises par cet incident.
Wichert, qui a survécu à la détention et est devenu un officier de haut rang de la Stasi après la Seconde Guerre mondiale, explique plus tard dans son autobiographie manuscrite que Matern aurait pris la faute sur lui lors du procès et aurait ainsi permis aux complices impliqués dans l'action, Wilhelm Peschky, Wilhelm Becker, Herbert Dobersalske, Paul Kähne et Karl Holstein, de fuir l'Allemagne.

## Poursuites pénales en République fédérale d'Allemagne
En février 1992 débute le procès de Mielke pour l'assassinat d'Anlauf et Lenck ainsi que pour la tentative d'assassinat sur Willig. Les preuves de la culpabilité de Mielke sont tirées des dossiers de police, des transcriptions du procès de 1934 et d'un mémoire manuscrit dans lequel Mielke admet que « l'affaire de la Bülowplatz » était la raison de sa fuite d'Allemagne. Tous ces documents ont été trouvés dans le coffre-fort de la maison de Mielke lors d'une perquisition de la police en 1990. L'ancien journaliste de l'Associated Press et secrétaire de presse de la Maison Blanche, John Koehler (en), témoigne également de la façon dont Mielke s'est vanté de son implication dans les meurtres de la Bülowplatz lors d'une confrontation à Leipzig en 1965.
Au cours de son procès, Mielke paraît de plus en plus sénile, admettant son identité mais restant sinon silencieux, faisant des siestes, et ne montrant pas beaucoup d'intérêt pour les procédures. Lors d'un incident largement médiatisé, Mielke semble confondre le juge qui préside le procès avec un coiffeur de la prison. Lorsqu'un journaliste de Der Spiegel tente de l'interviewer dans la prison de Plötzensee, Mielke répond « Je veux retourner dans mon lit ». Les avis sont partagés quant à savoir si Mielke souffrait de démence sénile ou s'il simulait afin d'échapper aux poursuites.
Erich Mielke est condamné en 1993 par le tribunal régional de Berlin à six ans d'emprisonnement pour l'homicide des deux officiers de police, soixante-deux ans après les faits. Après vingt mois de séances quotidiennes d'une heure et demie, il est reconnu coupable de deux chefs d'accusation d'homicide et d'une tentative d'homicide. En prononçant la sentence, le juge Theodor Seidel dit à Mielke qu'il « restera dans l'histoire comme l'un des dictateurs et ministres de la police les plus redoutables du XXe siècle ».
Après avoir bénéficié d'une libération conditionnelle en 1995 en raison de son âge avancé (88 ans) et de sa mauvaise santé mentale, Mielke meurt le 21 mai 2000, à l'âge de 92 ans, dans une maison de retraite de Berlin. Le 8 juin 2000, des fleurs et des couronnes déposées sur sa tombe sont retrouvées déchirées et la tombe dégradée.